# Iglesia de San Mateo Apóstol (San Mateo de Gállego)
La iglesia de San Mateo Apóstol es una iglesia mudéjar del siglo XVI. Está situada en la plaza del Castillo en San Mateo de Gállego (Zaragoza). 
Forma parte de los Bienes de interés cultural de la provincia de Zaragoza. 
Fue declarada BIC el 9 de marzo de 1983 con el identificador RI-51-0004825.

## Historia
La iglesia parroquial fue edificada en el siglo XVI, sin embargo en origen debió pertenecer al tipo de iglesia-fortaleza del mudéjar de aragonés. Esta tipología se refuerza con su situación en un alto dominando el valle y el hecho de que a la torre no se acceda desde la planta calle sino desde el segundo piso.
La construcción primaria probablemente fue la torre a la que se le adosó un ábside posteriormente. Para su construcción se utilizó el ladrillo. Se estructura en una sola nave de dos tramos cubiertos con bóveda de crucería, capillas laterales y otro espacio para el coro en los pies de la iglesia. La cabecera es recta y se cubre con bóveda de crucería estrellada.
La torre tiene planta cuadrada y machón central, y se levanta sobre los restos del castillo. A los cuerpos reaprovechados del muro del castillo se añade uno superior con función de campanario, realizado en ladrillo. Las escaleras discurren entre la torre y el machón central y se cubren con bovedillas de medio cañón. En la parte superior de la torre se forma la característica galería aragonesa. Esta torre se decora con almenillas escalonadas, rombos, cuadros hundidos, óculos y zig-zag.
El coro es obra de finales del siglo XV y su retablo es renacentista. El retablo mayor de estilo plateresco ofrece una imagen del apóstol San Mateo y otras pinturas que guardan semejanza con las que se encuentran en la vecina iglesia parroquial de Zuera.
El cuerpo bajo de la torre se fecha en el siglo XIV y el presbiterio y las plantas superiores en el siglo XV. La iglesia parroquial data del siglo XVI. No se conoce la fecha de inicio de la construcción, aunque está documentado que el coro y parte de la torre se levantaron en 1580, y en 1582, se reparó el altar mayor.

## Véase también

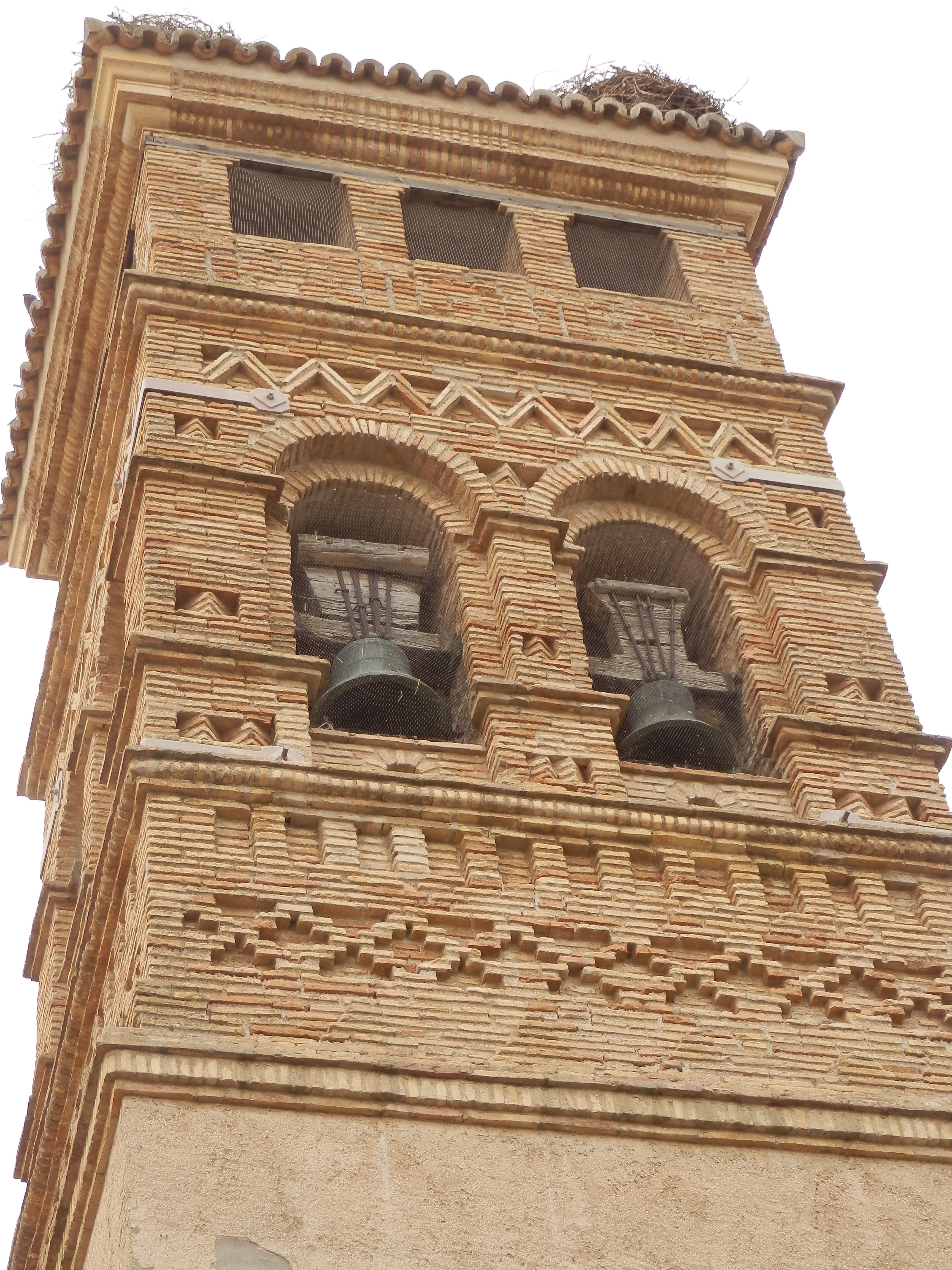
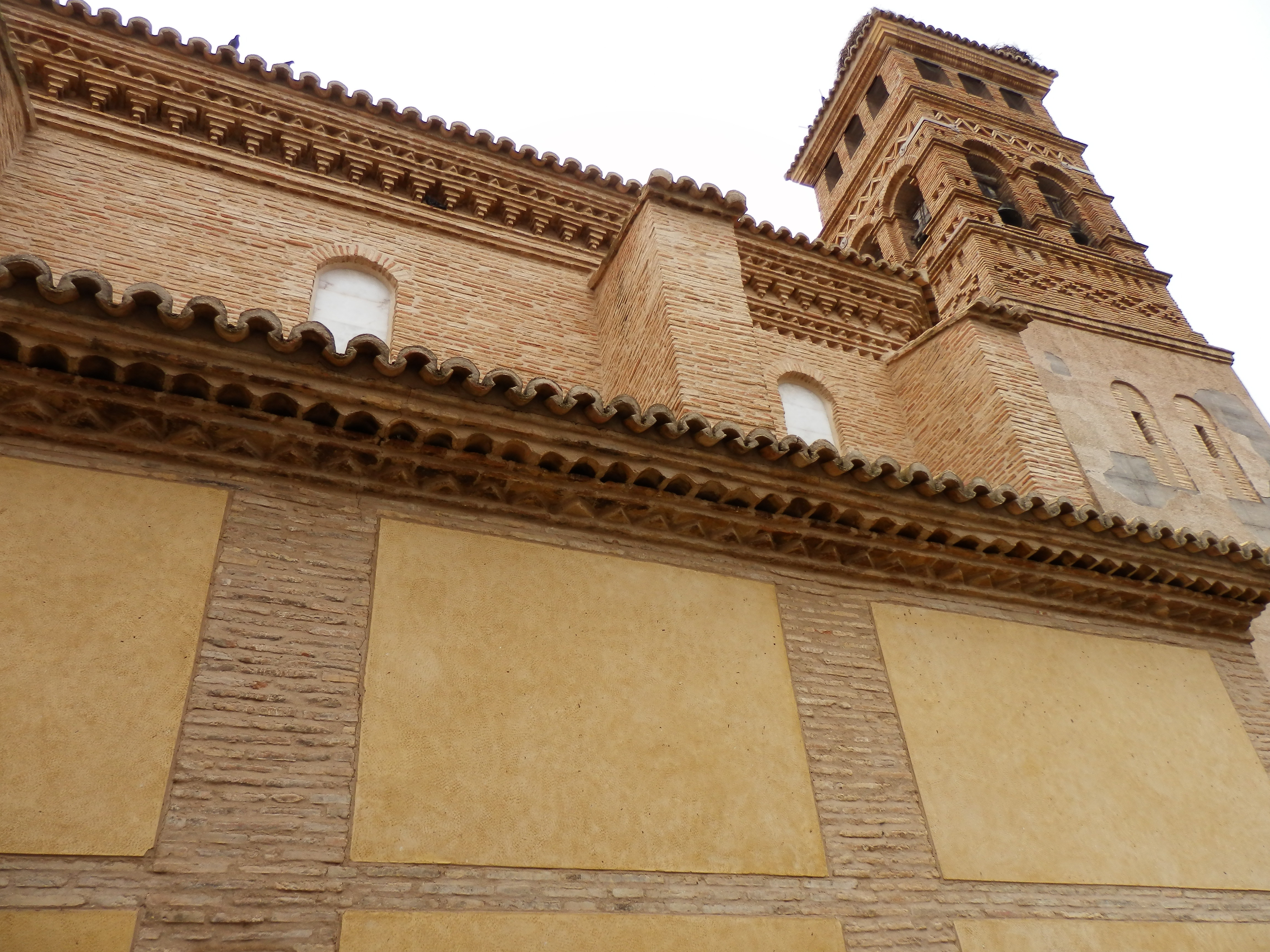
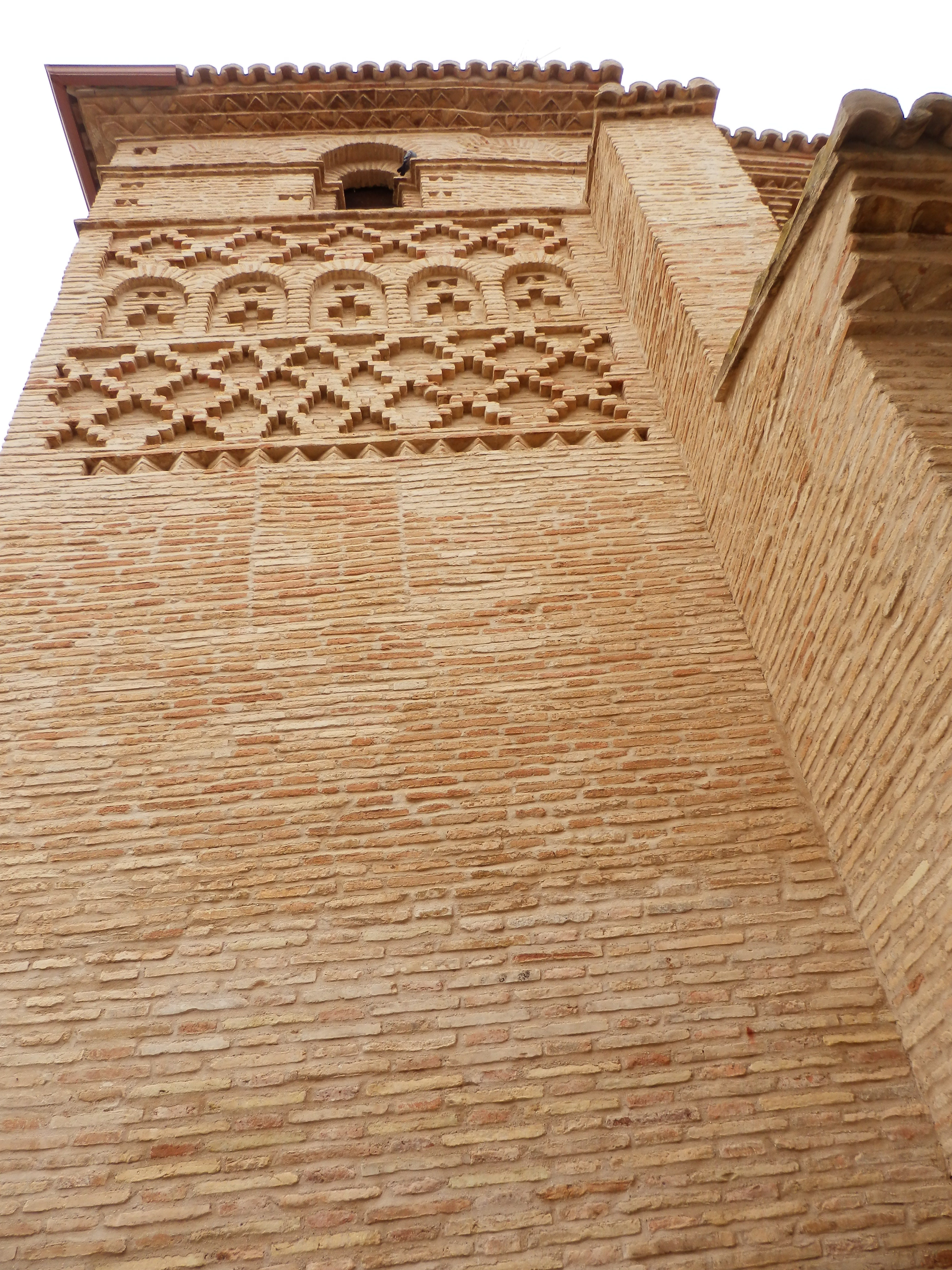
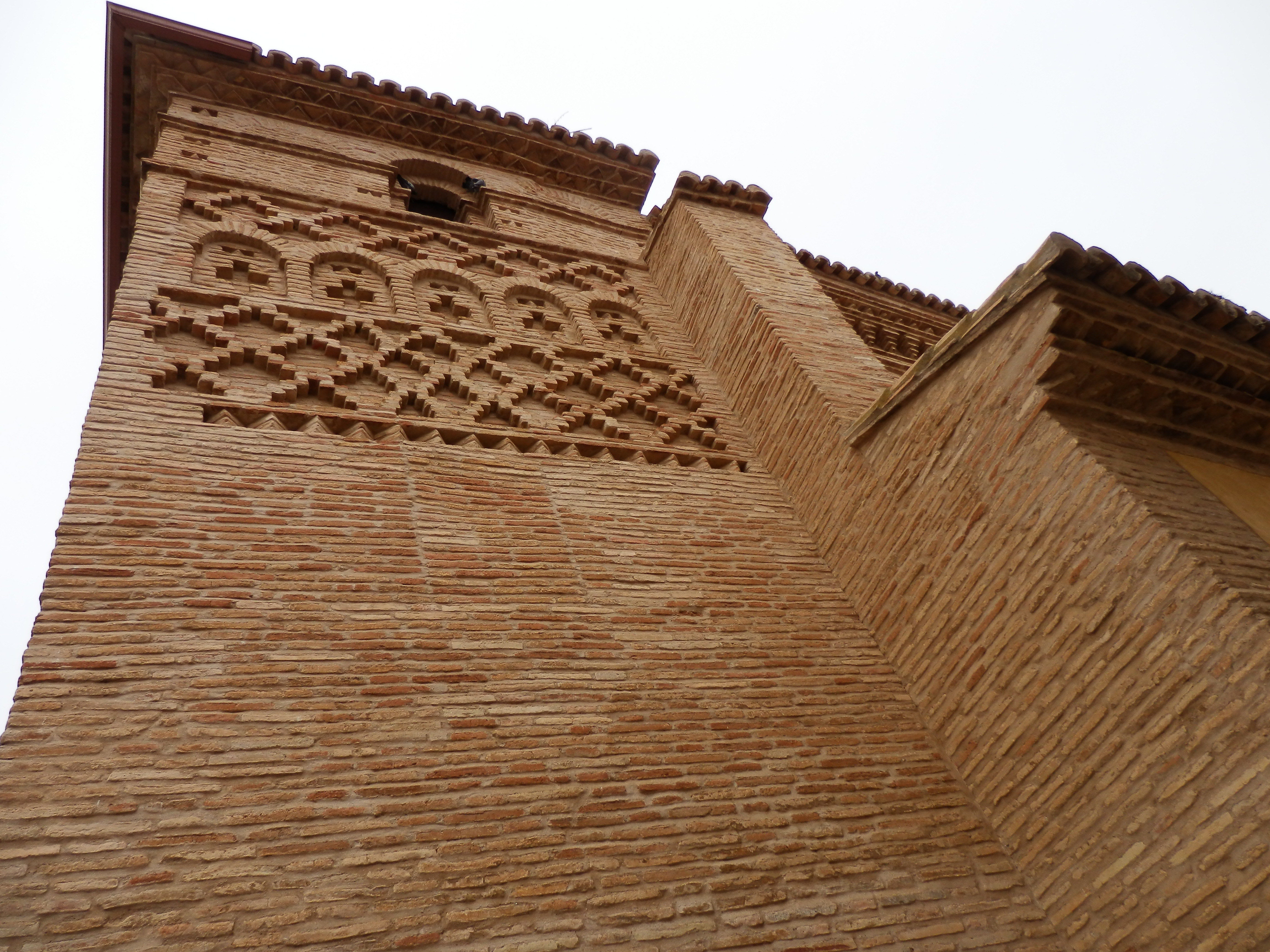
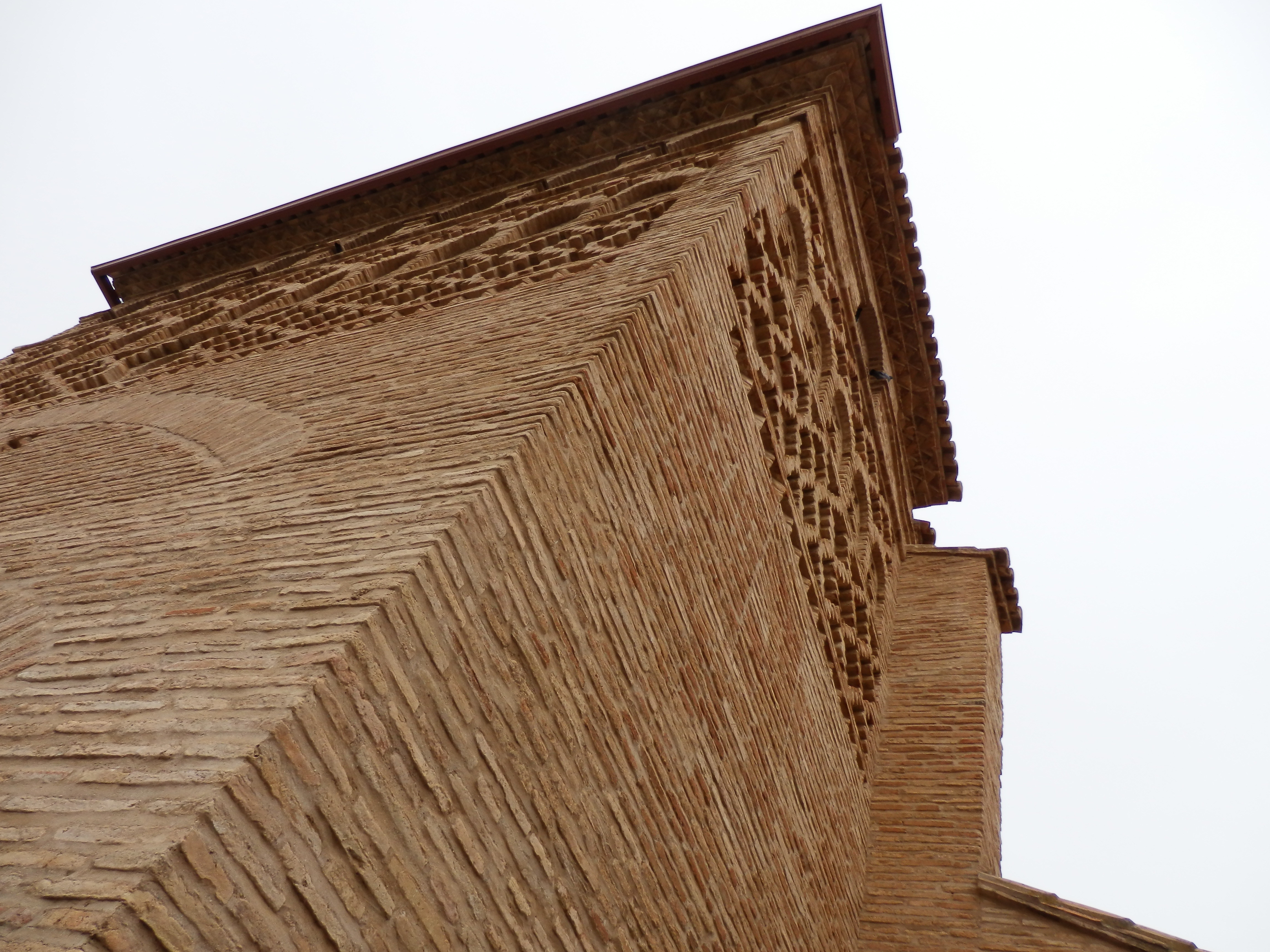
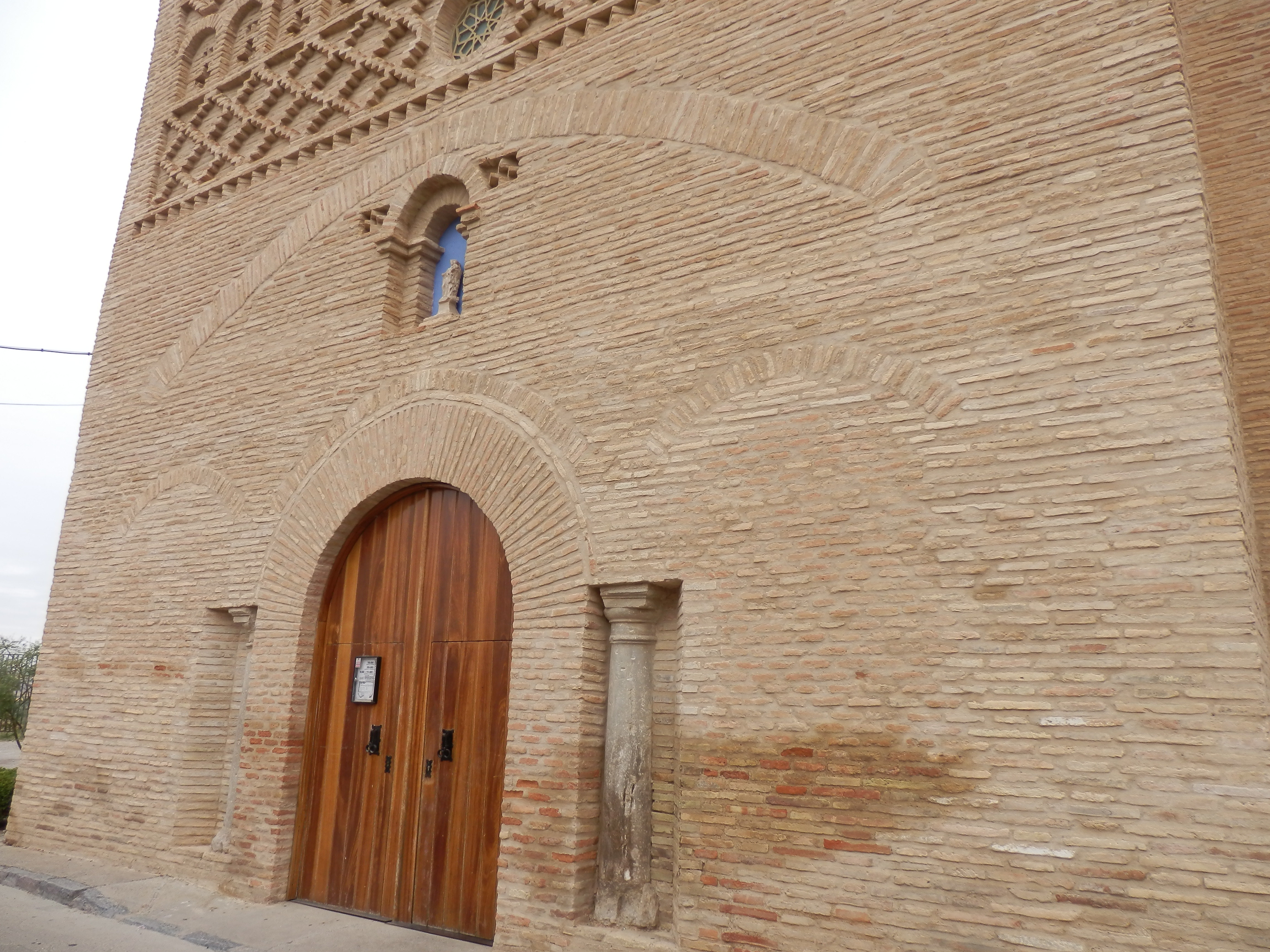
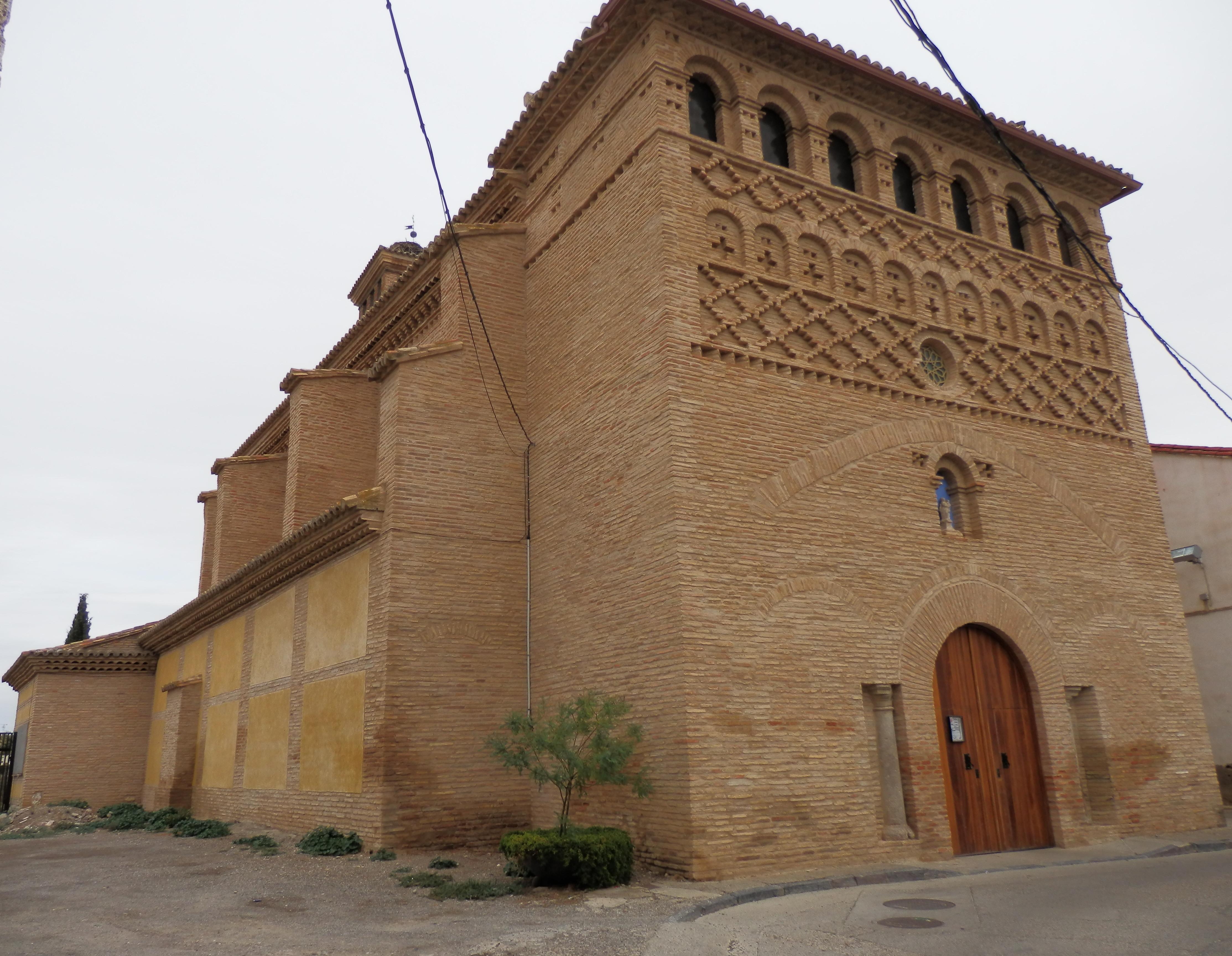
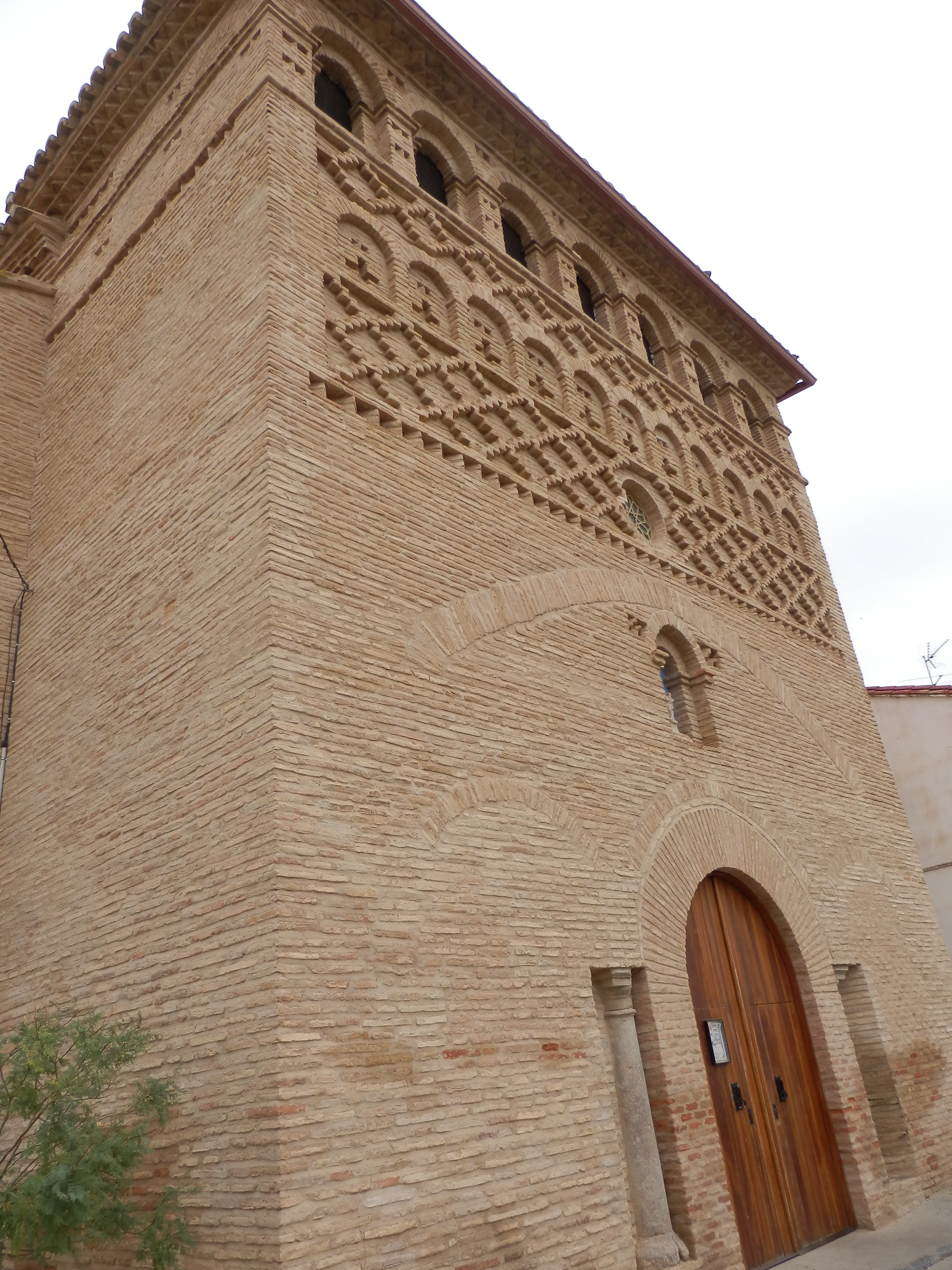
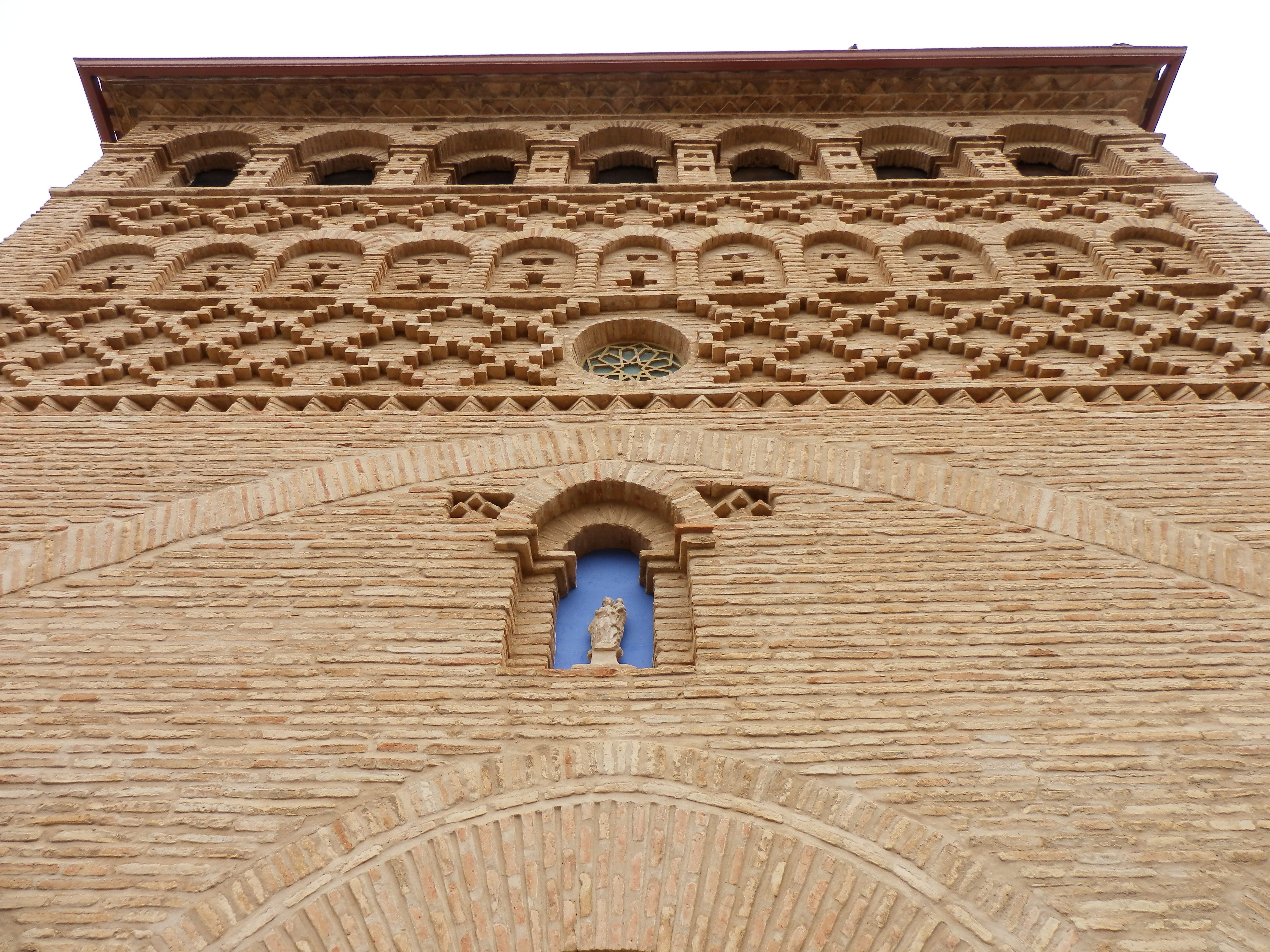
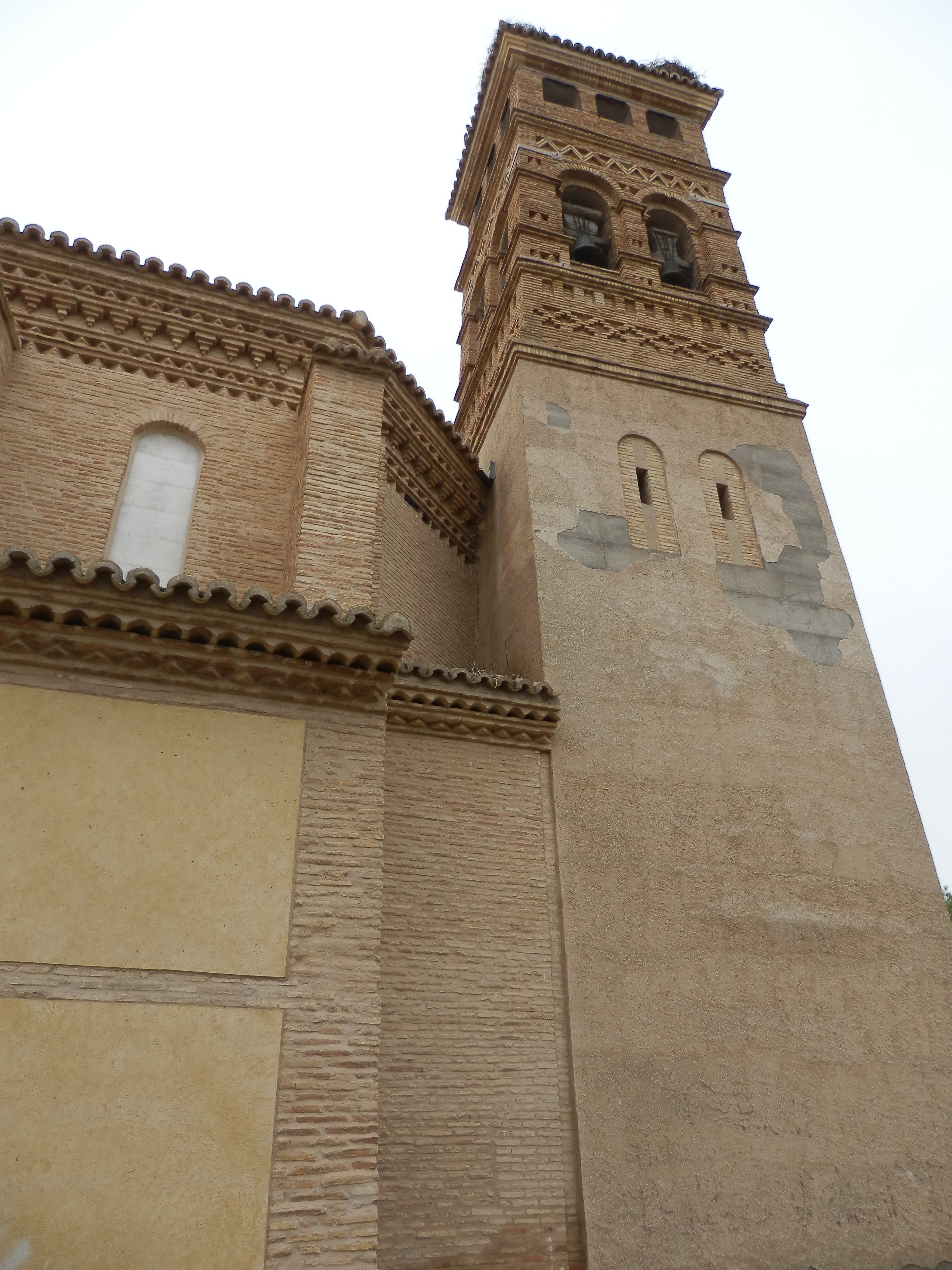